# Wheeling (Misuri)
Wheeling es una ciudad ubicada en el condado de Livingston en el estado estadounidense de Misuri. En el Censo de 2010 tenía una población de 271 habitantes y una densidad poblacional de 325,96 personas por km².

## Geografía
Wheeling se encuentra ubicada en las coordenadas 39°47′10″N 93°23′10″O / 39.78611, -93.38611. Según la Oficina del Censo de los Estados Unidos, Wheeling tiene una superficie total de 0.83 km², de la cual 0.83 km² corresponden a tierra firme y (0%) 0 km² es agua.

## Demografía
Según el censo de 2010, había 271 personas residiendo en Wheeling. La densidad de población era de 325,96 hab./km². De los 271 habitantes, Wheeling estaba compuesto por el 98.89% blancos, el 0.37% eran afroamericanos, el 0.37% eran amerindios, el 0% eran asiáticos, el 0% eran isleños del Pacífico, el 0.37% eran de otras razas y el 0% pertenecían a dos o más razas. Del total de la población el 0.74% eran hispanos o latinos de cualquier raza.